# 村上靖彦 (現象学者)
村上 靖彦（むらかみ やすひこ、1970年-　）は、日本の精神分析学・現象学者、大阪大学教授。

## 来歴
東京都生まれ。1992年東京大学教養学部卒、2000年同大学院総合文化研究科博士後期課程満期退学。2000年基礎精神病理学・精神分析学博士（パリ第7大学）。2000年日本大学国際関係学部専任講師、2004年助教授、2007年准教授、2008年大阪大学人間科学研究科准教授、2015年教授。

## 著書

### 単著
- Lévinas phénoménologue. Grenoble: Jérôme Millon. 2002
- Hyperbole – Pour une psychopathologie lévinassienne. Beauvais: Association pour la promotion de la phénoménologie. 2008
- 『自閉症の現象学』勁草書房、2008年。
- 『傷と再生の現象学：ケアと精神医学の現場へ』青土社、2011年。
- 『治癒の現象学』講談社選書メチエ、2011年。
- 『レヴィナス：壊れものとしての人間』河出書房新社〈河出ブックス〉、2012年。
- 『摘便とお花見：看護の語りの現象学』医学書院〈シリーズケアをひらく〉、2013年。
- 『仙人と妄想デートする：看護の現象学と自由の哲学』人文書院、2016年。
- 『母親の孤独から回復する：虐待のグループワーク実践に学ぶ』講談社選書メチエ、2017年。
- 『在宅無限大：訪問看護師がみた生と死』医学書院〈シリーズケアをひらく〉、2018年。
- 『子どもたちがつくる町：大阪・西成の子育て支援』世界思想社、2021年。ISBN　978-4-7907-1753-9
- 『ケアとは何か：看護・福祉で大事なこと』中公新書、2021年。ISBN　978-4-12-102646-0
- 『交わらないリズム：出会いとすれ違いの現象学』青土社、2021年。ISBN　978-4-7917-7390-9
- 『「ヤングケアラー」とは誰か：家族を“気づかう”子どもたちの孤立』朝日新聞出版〈朝日選書〉、2022年。ISBN　978-4-02-263121-3
- 『客観性の落とし穴』筑摩書房〈ちくまプリマー新書〉、2023年。ISBN　978-4-480-68452-3
- 『傷の哲学、レヴィナス』河出書房新社、2023年。ISBN　978-4-309-23138-9
- 『すき間の哲学：世界から存在しないことにされた人たちを掬う』ミネルヴァ書房、2024年。ISBN　978-4-623-09743-2
- 『となりのヤングケアラー：SOSをキャッチするには？』筑摩書房〈ちくまＱブックス〉、2024年。

### 共著
- （宮地尚子）『とまる、はずす、きえる：ケアとトラウマと時間について』青土社、2023年。ISBN　978-4-7917-7549-1
- （横道誠・斎藤環・小川公代ほか）『ケアする対話：この世界を自由にするポリフォニック・ダイアローグ』金剛出版、2024年。ISBN　978-4-7724-2024-2
- （石原真衣）『アイヌがまなざす：痛みの声を聴くとき』岩波書店、2024年。ISBN　978-4-00-061641-6

### 編著
- 『すき間の子ども、すき間の支援：一人ひとりの「語り」と経験の可視化』明石書店、2021年。ISBN　978-4-7503-5251-0